# Crossandra strobilifera
Crossandra strobilifera är en akantusväxtart som först beskrevs av Jean-Baptiste de Lamarck, och fick sitt nu gällande namn av Raymond Benoist. Crossandra strobilifera ingår i släktet Crossandra och familjen akantusväxter. Utöver nominatformen finns också underarten C. s. brevis.